# Hans Rumpf (Brandingenieur)
Hans Rumpf (* 7. März 1888 in Zimmern; † 5. November 1965 in Elmshorn) war ein deutscher Brandingenieur und Feuerschutzinspektor sowie SS-Brigadeführer und Generalmajor der Polizei.

## Leben
Rumpf schlug nach dem Ende seiner Schullaufbahn am Gymnasium in Torgau die militärische Laufbahn ein. Ab Anfang Juni 1908 gehörte er mit dem Dienstgrad Fahnenjunker dem 4. Schlesischen Infanterie-Regiment 157 in Brieg an und nahm, mittlerweile zum Leutnant befördert, als Bataillonsadjutant dieses Regiments durchgehend am Ersten Weltkrieg teil. Nach Kriegsende wurde er im Februar 1919 im Rang eines Hauptmanns aus der Armee verabschiedet. Mitte Mai 1919 trat er in die Berufsfeuerwehr Königsberg ein, wo er als Brandingenieur beziehungsweise ab August 1928 als Brandoberingenieur wirkte. Ab Anfang Juni 1935 leitete er als Branddirektor die Berufsfeuerwehr Leipzig und wurde bald darauf Mitglied des Feuerwehrbeirats. Nach dem Beginn des Zweiten Weltkrieges wurde er Anfang Oktober 1939 zum Kommandeur der Feuerschutzpolizei in dieser Stadt befördert. Zudem wurde er im November 1939 auf Weisung des Chefs der Ordnungspolizei Kurt Daluege mit der Leitung eines Feuerschutzpolizei-Regiments beauftragt und war ab Mitte April 1940 Kommandeur des Feuerschutzpolizei-Regiments in Sachsen. Im Mai 1943 wurde er als Kommandeur des Kommandostabes der Feuerschutzpolizei-Abteilungen (motorisiert) eingesetzt.
Im September 1943 wurde Rumpf zum Generalinspekteur des Feuerlöschwesens neben dem in diesem Amt schon tätigen Johannes Meyer ernannt. Diese Maßnahme wurde aufgrund der Ausdehnung der Grenzen des Deutschen Reichs und des damit einhergehenden Ausbaus der Feuerwehren als notwendig erachtet, zudem nahmen die Luftangriffe auf deutsche Städte zu. Während in Meyers Zuständigkeitsbereich Feuerwehrschulen, Werkfeuerwehr und Brandschau verblieben, wurden Rumpf der Bereich Feuerschutz- und Luftschutzpolizei sowie die Beaufsichtigung der Freiwilligen Feuerwehr und Berufsfeuerwehr übertragen. Bereits in der Weimarer Republik hatte Rumpf sich mit dem zivilen Luftschutz befasst und die Luftarbeitsgemeinschaft Ostpreußen gegründet. Ende Oktober 1943 wurde er zum Generalmajor der Polizei befördert. Zum 9. November 1943 trat er als Brigadeführer der SS bei (SS-Nummer 476.418).
Nach Kriegsende befand er sich in US-amerikanischer Kriegsgefangenschaft und wurde im Jahr 1948 aus der Internierung entlassen. In der Bundesrepublik trat er noch als Autor von themenbezogenen Publikationen hervor. Ein für die Zeitschrift Politische Studien geplanter Artikel Rumpfs wurde vom Redaktionsteam abgelehnt, da er alliierte Bombenangriffe auf deutsche Städte mit dem Holocaust verglich. Zuvor löste schon sein im Jahr 1961 erschienenes Buch Das war der Bombenkrieg. Deutsche Städte im Feuersturm Kontroversen aus. Reinhard Steffler, der sich mit der Person Hans Rumpf intensiv auseinandergesetzt hat, bezweifelt dessen Anwesenheit während der Luftangriffe auf Dresden; er sei jedoch Augenzeuge der Luftangriffe auf Berlin und Leipzig Ende 1943 gewesen. Rumpf sei ein NS-Luftschutzfachmann mit Organisationstalent gewesen, der den Luftschutz durch technische und strukturelle Neuerungen effektiv weiterentwickelt habe. Auch habe er den Bombenkrieg vorausgeahnt und als deutscher Vertreter beim Internationalen Roten Kreuz die Konvention zum Schutz der Zivilbevölkerung mit entwickelt.

## Schriften (Auswahl)
- Gasschutz. Ein Handbuch für Provinzial-, Kreis- u. Kommunalverwaltungen, Feuerwehren, Bergbau u. Industrie unter bes. Berücksichtigung des Gasschutzes der Zivilbevölkerung in einem künftigen Kriege. E. S. Mittler & Sohn, Berlin 1928.
- Brandbomben. Ein Beitrag zum Luftschutzproblem. Mittler, Berlin 1931.
- Der hochrote Hahn. Mittler, Darmstadt 1952.
- Das war der Bombenkrieg. Deutsche Städte im Feuersturm. Ein Dokumentarbericht. Stalling, Oldenburg/Hamburg 1961.
  - The bombing of Germany.  White Lion Publishing 1961, ISBN 0727400428 (übersetzt aus dem Deutschen)